# Kanadensisk dollar
Kanadensisk dollar (engelska: Canadian dollar; franska: Dollar canadien) är den valuta (förkortning: C$) som används i Kanada i Nordamerika. Valutakoden är CAD. 1 dollar = 100 cents.
Valutan infördes år 1858. Den ersatte då såväl det kanadensiska pundet som olika lokala valutor i olika territorier.

## Användning
Valutan ges ut av Kanadas centralbank (engelska: Bank of Canada; franska: Banque du Canada) som grundades 1934 och har sitt säte i Ottawa.

## Valörer
- Mynt: 1 och 2 dollar, 1 (penney), 5 (nickel), 10 (dime), 25 (quarter) och 50 (50¢ piece, half dollar) cent
- Sedlar: 5, 10, 20, 50 och 100 dollar

Mynten har alla porträtt av drottning Elizabeth II.